# S'Ozzastru
S'Ozzastru è un esemplare di olivo selvatico (Olea  europaea) a cui vengono attribuiti secondo l'Università di Sassari tra i 2500 e i 4 000 anni di età, che ne fanno uno degli alberi più antichi d'Italia. Si trova nell'agro del comune di Luras, in provincia di Sassari, nel nord della Sardegna, in località Santu Baltòlu di Karana, presso la chiesetta di campagna dedicata a san Bartolomeo.

## Caratteristiche
Secondo le ipotesi del botanico piemontese Bruno Peyronel, S'Ozzastru potrebbe avere superati i 5.000 anni, ma non vi sono dati scientifici ad avvalorare queste ipotesi, così come per altri alberi di cui il Peyronal ha potuto solo ipotizzare l'età.
S'Ozzastru, nome proprio in lingua sarda inteso come "l'olivastro patriarca di tutti gli olivastri" o su babbu mannu (il grande padre) come altri sardi lo chiamano, ha una  circonferenza del tronco di undici metri e mezzo, mentre il diametro della chioma ne misura 21 e raggiunge un'altezza di 14 mt. Dal 1991 è stato dichiarato monumento naturale.
La Sardegna è la regione che conta il maggior numero di alberi monumentali d'Italia, potendovi infatti contare ben 285 alberi monumentali viventi, sul totale di 2407, censiti e certificati dal Ministero delle politiche agricole alimentari e forestali (MIPAAF) per il tramite del Corpo forestale dello Stato e dei corpi forestali regionali[2]. Solo nella stessa area dove si trova S'Ozzastru vi sono diverse altre piante tutte plurimillenarie e anch'esse censite dal MIPAAF.